# Villanuova sul Clisi

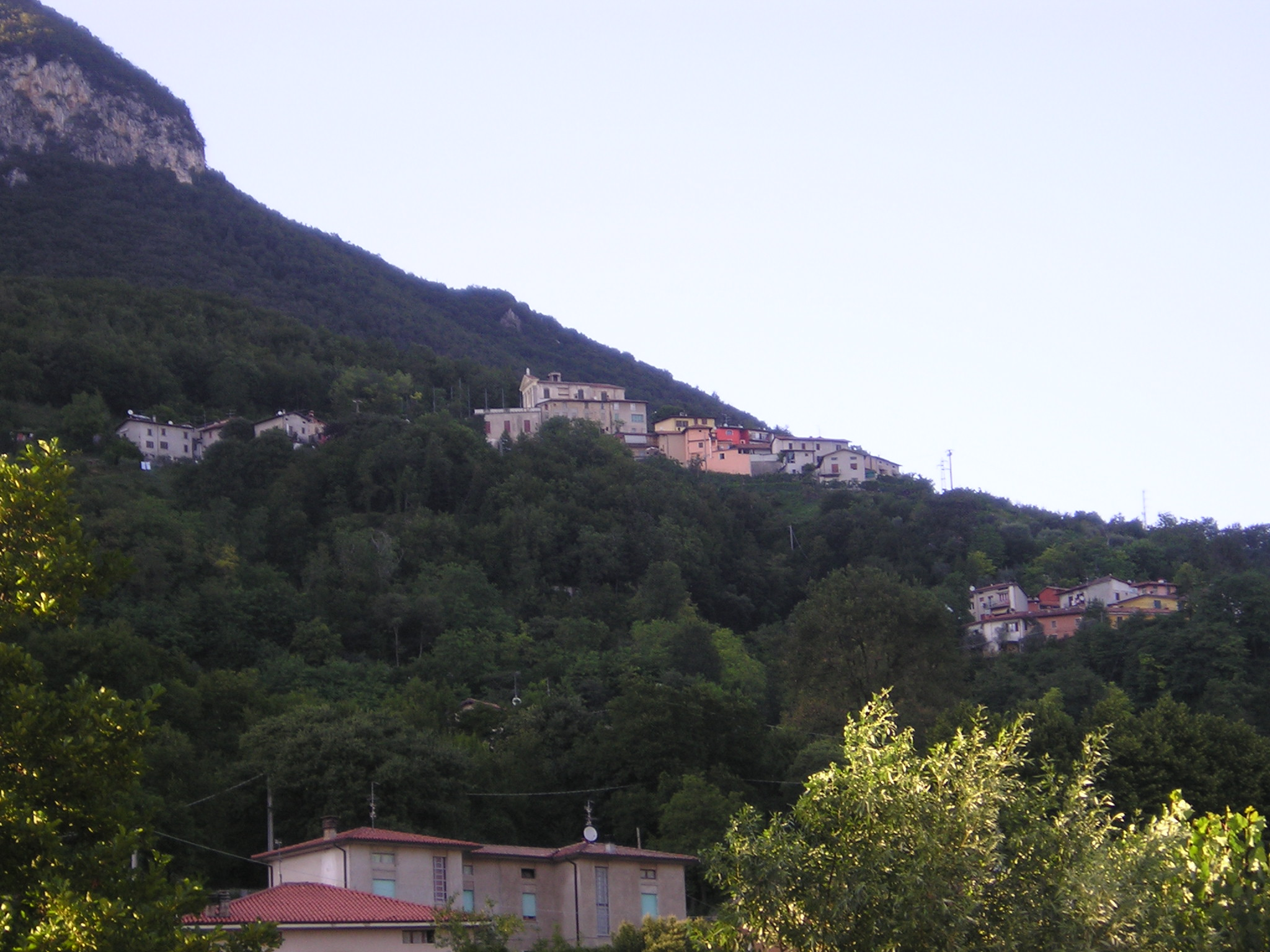
Bondone

Villanuova sul Clisi is een gemeente in de Italiaanse provincie Brescia (regio Lombardije) en telt 5218 inwoners (31-12-2004). De oppervlakte bedraagt 9,1 km², de bevolkingsdichtheid is 524 inwoners per km².
De volgende frazioni maken deel uit van de gemeente: Berniga, Bondone, Bostone, Canneto, Mezzane, Peracque, Ponte Pier, Valverde.

## Demografie
Villanuova sul Clisi telt ongeveer 2198 huishoudens. Het aantal inwoners steeg in de periode 1991-2001 met 8,0% volgens cijfers uit de tienjaarlijkse volkstellingen van ISTAT.
| Jaar | Inwoneraantal |
| ---- | ------------- |
| 1991 | 4411          |
| 2001 | 4762          |

## Geografie
De gemeente ligt op ongeveer 216 m boven zeeniveau.
Villanuova sul Clisi grenst aan de volgende gemeenten: Gavardo, Roè Volciano, Sabbio Chiese, Vobarno.